# Stephan Seidler
Stephan Seidler, auch Stefan Seidler (* 1893 in Olmütz; † 1966 in Linz), war ein österreichischer Maler, Kunstsammler, Galerist und Unternehmer.

## Leben und Wirken
Seidler übersiedelte bereits als Kind mit seiner Mutter nach Linz, studierte an der Lehrerbildungsanstalt in Linz und war von 1912 bis 1914 Volksschullehrer in den Mühlviertler Gemeinden Hollerberg und St. Stefan am Walde. Nach dem Ersten Weltkrieg gründete er die Kunsthandlung Dürerhaus in Linz, die später in die Linzer Frühstücksstube umgewandelt wurde.
Er war befreundet mit Matthias May, Paula May sowie Klemens Brosch. 1926 bis 1927 studierte er an der Kunstakademie München. 1930 heiratete er Annemarie Galanda. Bei einem Aufenthalt in Innsbruck lernte er den Tiroler Künstler Artur Nikodem kennen. 1938/39 betrieb er eine Radio- und Elektrogroßhandlung mit mehreren Geschäftslokalen in Linz.
Ab 1953 unternahm er viele Malerreisen an die ligurische Küste, in den Golf von Salerno und nach Nordfrankreich. Seidler war von 1952 bis 1966 Mitglied der Künstlervereinigung MAERZ, weiters der Mühlviertler Künstlergilde.
Seine Nachkommen betreiben seit 1979 in Linz die Galerie Seidler.

## Werke
Seidler malte Ölbilder vielfach in Großformaten in leuchtenden kräftigen Farben, seine Bleistiftzeichnungen zeigen eine kräftige Konturierung bei Architekturmotiven und zarte Strichführung bei Landschaftsbildern. Sein Werk umfasst Natur- und Stadtlandschaften, kubisch aufgebaute italienische Motive, Porträts und figurale Kompositionen, beispielsweise sein Bauernkriegszyklus.
- Französischer Fischerhafen, Öl auf Leinwand
- Große Mühlviertler Landschaft, Öl auf Holz
- Bauernkriegszyklus

## Ausstellungen
Werke Seidlers wurden zuletzt in einigen Gruppenausstellungen in der Landesgalerie am Oberösterreichischen Landesmuseum und im Artemons gezeigt.
- Zeitschnitt (2) – Malerei des MAERZ – Die Gründergeneration, Artemons Kunstmuseum (2011)
- Aus der Sammlung Bildende Kunst in Oberösterreich 1945 bis 1955, Landesgalerie am Oberösterreichischen Landesmuseum (2015)
- Das Granithochland – Die Mühlviertler Landschaft in der Malerei, Artemons Kunstmuseum (2015)